# Курленя, Михаил Владимирович
Михаи́л Влади́мирович Курленя (род. 3 октября 1931) — советский и российский учёный. Член-корреспондент АН СССР (с 1987), академик Российской академии наук (1991).

## Биография
Михаил Владимирович Курленя родился 3 октября 1931 года в селе Болотное.
В 1953 году — с отличием окончил Томский политехнический институт, горный факультет.
По окончании института работал в Институте горного дела СО АН СССР, прошёл ступени карьерной лестницы от младшего научного сотрудника до директора Института.
В 1956 году — защитил кандидатскую диссертацию по управлению горным давлением при разработке угольных месторождений.
В 1973 году — защитил докторскую диссертацию по экспериментальным методам определения напряжений в осадочных горных породах.
С 23 декабря 1987 года — Член-корреспондент, отделение геолого-географических наук (горное дело, разработка полезных ископаемых).
С 07 декабря 1991  года — Академик, секция наук о Земле (горное дело и экология).
С 1990 по 2003 год — главный редактор журнала «Физико-технические проблемы разработки полезных ископаемых».
С 2003 по 2012 год — советник РАН.
С 2013 года — исполняющий обязанности директора Института горного дела им. Н. А. Чинакала СО РАН.
В настоящее время работает советником РАН.

## Область научных интересов
М. В. Курленя создал научную школу «Динамика техногенных процессов и явлений в геологической среде и эволюция техносферы».
Область научных интересов: Геомеханика горных пород, процессы в горных породах при добыче в них полезных ископаемых.

## Награды и звания
- Государственная премия СССР в области науки и техники (1989) — за создание и внедрение методов управления горным давлением при подземной разработке рудных месторождений на основе исследований напряжённого состояния массива горных пород
- Премия Совета министров СССР[2]
- Премия Правительства Российской Федерации в области науки и техники (за 2000 год) (19 марта 2001 года)[3]
- Почётная грамота Правительства Российской Федерации
- Премия имени Н. В. Мельникова РАН[4]
- Премия Академии наук СССР и Болгарской академии наук
- Орден «Знак Почёта» (1982)
- Орден «За заслуги перед Отечеством» IV степени (12 июля 2000 года) — за заслуги перед государством, многолетний добросовестный труд и большой вклад в укрепление дружбы и сотрудничества между народами[5]
- Почётная грамота Президента Российской Федерации (5 февраля 2024 года) — за заслуги в развитии отечественной науки, многолетнюю плодотворную деятельность и в связи с 300-летием со дня основания Российской академии наук[6]